# ペリー・プレスクール・プロジェクト
ペリー・プレスクール・プロジェクト（Perry Preschool Study）とは、1962年から1967年にかけてアメリカで行われた就学前教育の社会実験。現在でも被験者の追跡調査が行われている。

## 概要
ペリー・プレスクール・プロジェクトは、アメリカの心理学者ワイカートらの研究グループがミシガン州イプシランティ市学校区ペリー小学校附属幼稚園で行われた。
プログラムに登録された123人の子ども達は、年齢が3歳および4歳、IQは70～85で、学校教育上の「リスクが高い」と判定されたアフリカ系アメリカ人で、貧困層に属していた。プログラムでは教師一人に対して児童数5.7人と比率を低くした学校教育を平日午前の2時間半提供して、毎週家庭訪問を行った（1.5時間）。研究者は、このようなプログラムに登録されなかった同じ様な子ども達と比較することによって、成果を測定しようとした。
統制群と比較してみると、プログラムの卒業者は学校中退や留年、特殊学級への参加が少なかった。成人初期までに、多くが大学に入り、さらに多くが雇用された。犯罪を起こしたり、生活保護を受けたり、麻薬を使ったりする人数も少なかった。結果として、プログラムの初期コストは多額だが、投資した1ドル毎に約9ドルも生み出すほど最終的な利益は十分に高かった。
全般的に見て、初期のIQ上昇はかなり早く消えるが、ヘッドスタートの卒業者はより高いレベルの高校を卒業し、大学に入学し就職することが多いことを示す証拠が優勢である。プログラムの卒業者は、留年や特殊学級に入ることが少なく、逮捕されたり福祉施設に入ったりする者も少ない。
ある試算によれば、ペリー・プログラムと同様の、適切に構築された総合的な全国プログラムはの当初コストは相当大きいが、税の支払いが増えて、教育や福祉、刑務所の費用が減るので、余剰が多くなり公共の財産が豊かになるという。